# Caricatura editorial
La caricatura o cartón de papel, viñeta de prensa, chiste, tira, humor u opinión gráfica, es una ilustración o caricatura que contiene un comentario que por lo general se refiere a los acontecimientos actuales o personalidades. La caricatura editorial está siempre ligada a la actualidad, ya que su relación con un hecho reciente es lo que le otorga la característica de mensaje periodístico.
Suelen combinar habilidad artística, la hipérbole y el humor mordaz para cuestionar la autoridad y llamar la atención sobre la corrupción y otros problemas sociales. La caricatura política tiene una función crítica hacia problemas sociales, y tiende a hacer reír a los lectores para menguar en cierta medida el sufrimiento del drama nacional en el que se vive día a día. 
Condensa en sus discursos visuales y verbales una serie de asuntos que dan cuenta de la vida cotidiana de un país; en el caso de México: la crisis económica, desempleo, narcotráfico, corrupción, aranceles, TLC, estado fallido, ejecuciones, descabezados, violencia, secuestros. Por lo cual los textos humorísticos se caracterizan por su alto grado de complejidad en virtud de ser pluricodificados, polifónicos y polisémicos, ya que por ellos pasan muchas voces y sentidos, constituyéndolos en intertextos o red de internet.

## Historia
Entre las caricaturas editoriales más notables se encuentran «Join, or Die» (1754) de Benjamin Franklin, acerca de la unidad en las colonias americanas; «Der Denker-Club» (1819), en respuesta a la supervisión y censura a las universidades en Alemania durante los Decretos de Karlsbad; y también «The Goose-Step» (1936) de  E. H. Shepard, sobre el rearmamento de Alemania bajo el mando de  Hitler, la cual formó parte de una notable serie de caricaturas que fue publicada inicialmente en la revista británica  Punch.
Entre las instituciones que se dedican a archivar y documentar caricaturas editoriales, se encuentran el Centro para el estudio de gráficas políticas (Center for the Study of Political Graphics) en Estados Unidos, y el Archivo Británico de Caricaturas (British Cartoon Archive) en Reino Unido.
Las caricaturas editoriales y sus caricaturistas son reconocidos a través de varios premios, como el  Premio Pulitzer por caricatura editorial (desde 1922) y el "Caricaturista del año» (Cartoonist of the Year) de los Premios Británicos de Prensa (British Press Awards).

## La caricatura política moderna

Caricatura de Darwin publicada en la revista satírica The Hornet (1871).

Las caricaturas políticas suelen estar en las páginas editoriales de la mayoría de  periódicos, aunque en algunos casos, pueden encontrarse en la sección de caricaturas. También puede encontrarse una buena colección de caricaturas editoriales políticas en las ediciones de publicaciones especializadas en el tema. Además, recientemente, muchos caricaturistas editoriales sobre temas radicales o de menor importancia, que antes hubieran pasado desapercibidos, han encontrado ahora grandes audiencias en Internet (que además hace posible la publicación de caricaturas animadas).
Las caricaturas pueden ser muy diversas, pero aun así, hay cierto estilo establecido entre la mayoría de ellas. La mayoría de ellas utilizan metáforas visuales y alegorías para tratar situaciones o temas políticos complicados, con lo que resumen un evento de actualidad con una imagen humorística o emocional. A pesar de que los estilos, técnicas o puntos de vista de los caricaturistas editoriales suelen diferir, llaman la atención acerca de asuntos sociales o políticos importantes; además, son también una manera efectiva, para los artistas, de expresar sus pensamientos sobre los eventos que suceden en un periodo determinado, de una manera cómica.